# Theresianische Apostolatsbewegung
Die Theresianische Apostolatsbewegung (en.: Teresian Apostoli Movement; es.: Movimiento Teresiano de Apostolado; fr.: Mouvement Thérésien d’Apostolat; Offizielle Abkürzung: MTA) ist eine römisch-katholische Vereinigung von Gläubigen und praktiziert das Laienapostolat.  Sie wurde 1977 durch den Heiligen Stuhl anerkannt  und zählt 37.600 Mitglieder die sich weltweit auf 21 Länder verteilen.

## Geschichte
Im Jahre 1873 wurde von Enrique de Ossó y Cervelló (1840–1896) in Tortosa (Spanien) die Erzbruderschaft der Töchter der Unbefleckten Maria und der Theresa von Jesus gegründet (spanisch Compañía de Santa Teresa de Jesús). Hieraus entwickelte sich die Gesellschaft der heiligen Theresia, die in der Theresianischen Familie von Enrico Ossó integriert ist. Auf Betreiben der Gesellschaft der heiligen Theresia wird die Theresianische Apostolatsbewegung gegründet. Am 12. Juli 1977 erhielt die Bewegung durch den Heiligen Stuhl die kanonische Bestätigung und am 21. November 1990 wird sie durch den Päpstlichen Rat für die Laien zu einer internationalen Vereinigung von Gläubigen päpstlichen Rechts anerkannt.

## Selbstverständnis

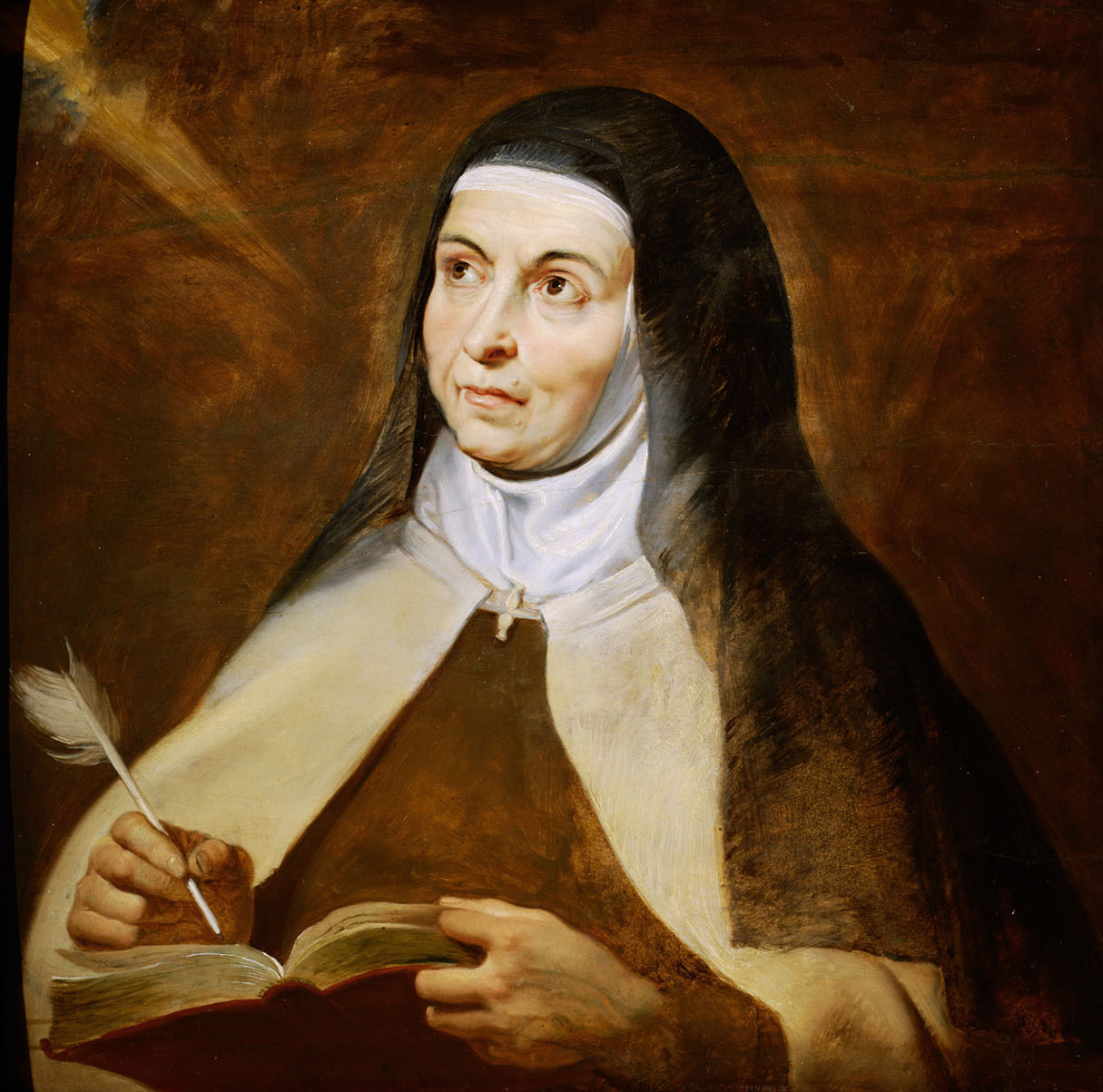
Heilige Theresia von Avila (Peter Paul Rubens)

Das christliche Selbstverständnis der Bewegung beruht auf den drei Bereichen „Innerlichkeit, apostolischer Dienst und Gemeinschaft“, so wie sie von der Spiritualität der heiligen Theresia von Avila (1515–1582) hergeleitet sind. Zu den bedeutendsten Merkmalen des Lebensablaufes zählen das tägliche persönliche Gebet, die geistlichen Exerzitien, das Gemeinschaftsgebet, die Teilnahme am Gemeindeleben, die tägliche Eucharistiefeier, die Verehrung Mariens und das Lesen der Heiligen Schrift. Ihre Arbeit verrichten die Mitglieder in den Familien, im Berufsleben, in Gesellschaft und Politik, in den Pfarreien und in der Hilfe für Notleidende.

## Organisation und Ausweitung
Grundsätzlich liegen alle Leitungsfunktionen in den Händen der Ordensschwestern der „Gesellschaft der heiligen Theresa von Jesus“. Die Bewegung wird in die Hauptzweige „Freunde Jesu“, „Kinder und  Jugendliche“ und „Kommunität für Erwachsene“ gegliedert. Organisatorisch ist sie in die lokale, provinziale und Generalebene strukturiert, die einzelnen Ebenen werden von einer Oberin oder einer Provinzialoberin geleitet, die Gesamtleitung liegt in der Hand der Generaloberin der Gesellschaft der heiligen Theresia von Jesus, die ihr Generalat in Rom hat.
Die Mitgliederzahl wird mit 37.600 angegeben, die sich weltweit auf 21 Länder in Afrika (3), Asien (1), Europa (3), Nordamerika (6) und Südamerika (8) verteilen.  Die Bewegung unterhält die Schuleinrichtungen „Colegio Teresiano Managua“ in Managua (Nicaragua) und das „Colegio Teresiano De Bogota“ in Bogotá (Kolumbien).